# Baladrooz
Baladrooz (arabisk: بلدروز) er en irakisk by med 100.000 indbyggere beliggende omtrent halvvejs mellem Bagdad og Baquba i den østlige provins Diyala.